# Kia Sorento

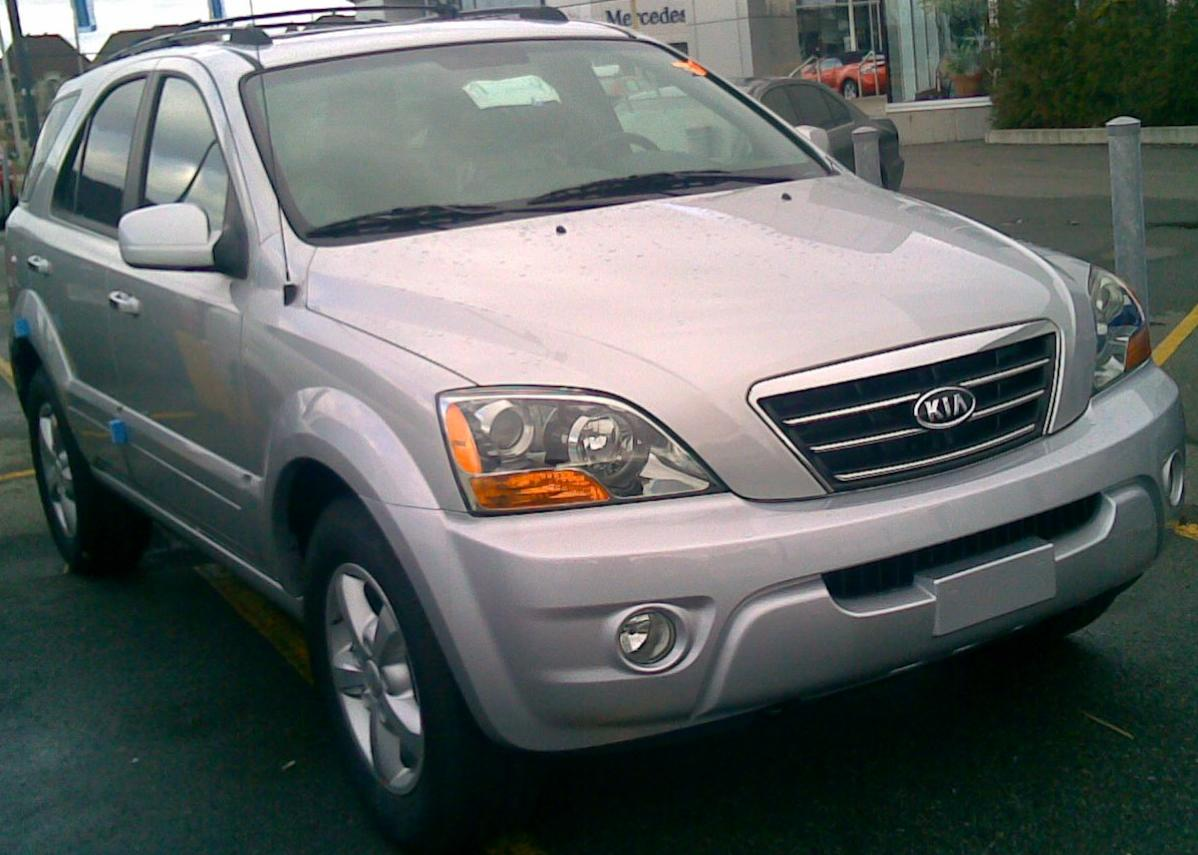
Kia Sorento 2007

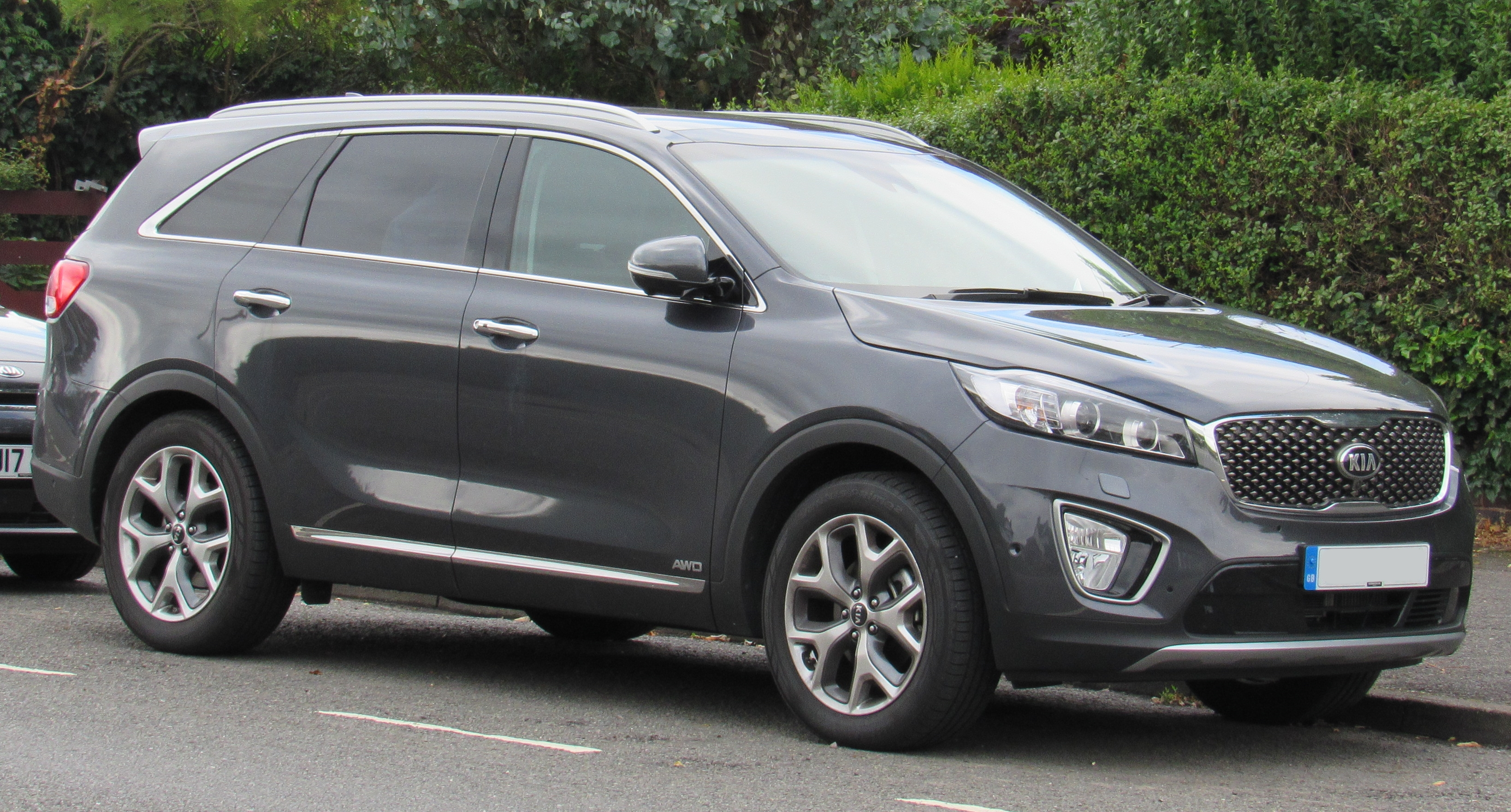
Kia Sorento 2017

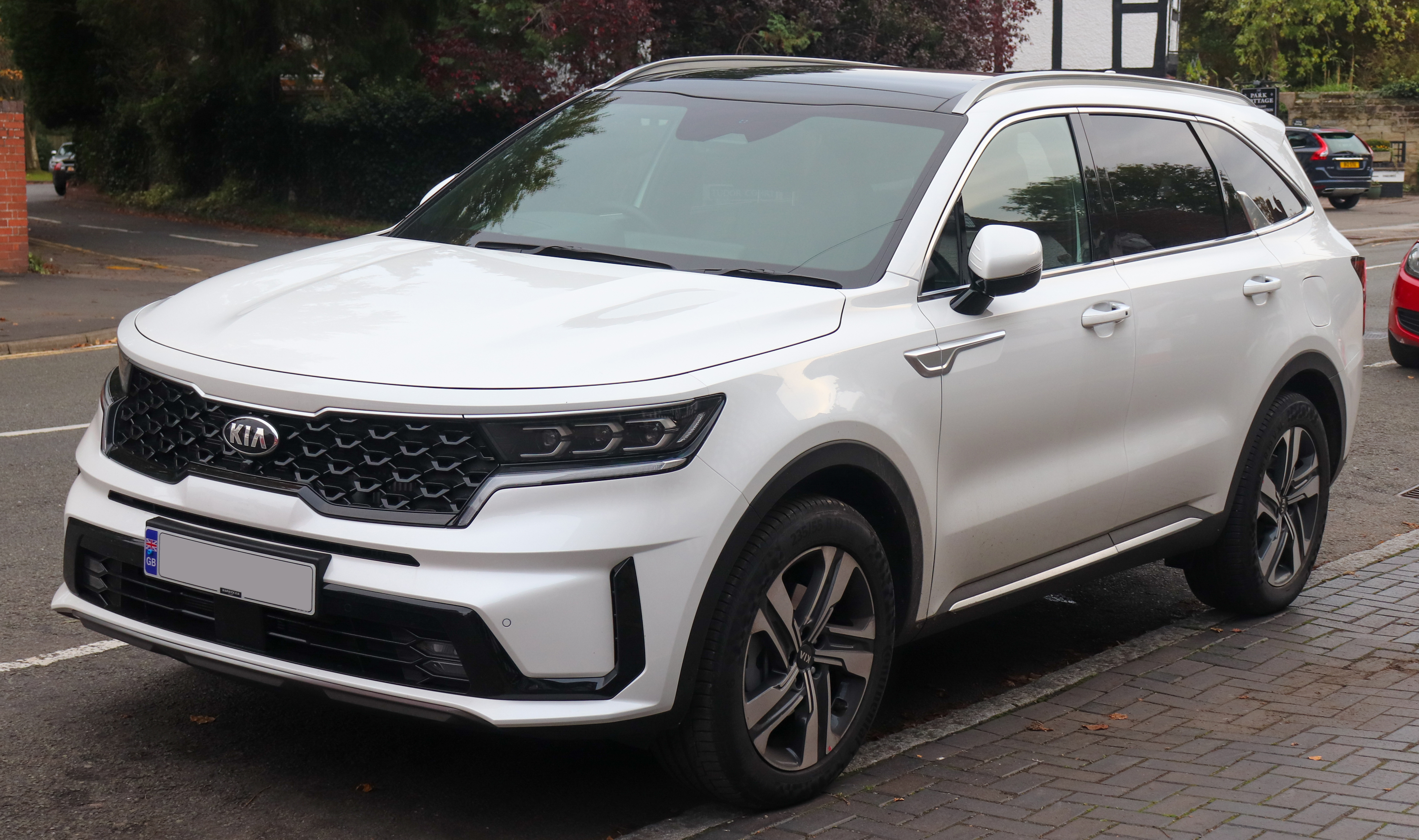
Kia Sorento 2020

Kia Sorento är en större SUV-modell som introducerades 2002. Tekniken kommer från koncernkollegan Hyundais Terracanmodell och finns med fem motorer på mellan 2,4 och 3,8 liters slagvolym med fyra eller sex cylindrar. 
I slutet av 2006 genomfördes en ansiktslyftning vilket resulterades i nya strålkastare och front, ESP blev tillgängligt och interiören uppdaterades. I Sverige och USA har modellen sålt över förväntan, vilket gjorde att priserna i och med ansiktslyftningen steg kraftigt. År 2009 väntas en ersättare som tekniskt kommer att bygga på Hyundai Santa Fe.

Under 2020 lanserades Kia Sorento med helt nytt utseende och under 2021 kom även den fyrhjulsdrivna sjusittsiga familjesuven som plug-in-hybrid.